# Храстник (Войник)
Храстник (словен. Hrastnik) — поселення в общині Войник, Савинський регіон, Словенія. 
Висота над рівнем моря: 434,7 м.